# Svingbane
 For alternative betydninger, se Bane.
En svingbane er en kørebane der er beregnet til køretøjer, der ønsker at svinge af til en sidevej længere fremme.
Svingbaner er normalt opmærket med pile, der starter med en streg parallelt med kørebanen for at "knække" i 45° eller 90° til den side, hvor man kan dreje. Gradtallet kommer an på sidevejens retning. Visse steder kan pilene kombineres, hvis svingbanen fører til to sideveje, eller der kan midt på "skaftet" af pilen være en blændet sidegren, hvis man ikke må svinge ad den førstkommende vej, men skal fortsætte til den næste.